# Кіровоградський коледж статистики Національної академії статистики, обліку та аудиту
Кіровоградський коледж статистики Національної академії статистики, обліку та аудиту  — державний вищий навчальний заклад І рівня акредитації м.Кропивницький.

## Історія
- 1931 рік — Державні статистичні курси підготовки рахівників для установ ЦСУ УРСР.
- 1944 рік — Кіровоградська філія Одеського міжобласного навчального комбінату УПК ЦСУ Держплану СРСР.
- 1965 рік — Кіровоградська обласна бухгалтерська школа УПК ЦСУ УРСР.
- 1967 рік — Кіровоградський обласний навчальний комбінат УПК ЦСУ УРСР.
- 1991 рік — Кіровоградський обласний навчальний центр міністерства статистики України.
- 1998 рік — Кіровоградський  технікум статистики Держкомстату України.
- 2006 рік — Кіровоградський  коледж статистики Державної академії статистики, обліку і аудиту (ККС ДАСОА).
- 13 січня 2010 року — Кіровоградський  коледж статистики Національної академії статистики, обліку і аудиту (ККС НАСОА).

## Спеціальності

### Спеціальність «Фінанси і кредит»
надає можливість працювати фінансистами на підприємствах різних форм власності, банках та інших фінансових установах (кредитних спілках, страхових компаніях тощо), бюджетних організаціях; бухгалтерами комерційно-виробничих підприємств.
Основні навчальні дисципліни:
«Фінанси», «Фінанси підприємств», «Фінансовий аналіз», «Фінансова діяльність суб’єктів господарювання», «Фінансовий менеджмент», «Інформаційні системи і технології у фінансах», «Бухгалтерський облік», «Фінансовий облік», «Податковий облік», «Гроші та кредит», «Банківські операції».

### Спеціальність «Бухгалтерський облік»
надає можливість працювати бухгалтерами, головними бухгалтерами та ревізорами на підприємствах різних галузей різних форм власності. 
Основні навчальні дисципліни:
«Бухгалтерський облік в комерційно-виробничих підприємствах», «Облік в бюджетних організаціях», «Облік в підприємництві та малому бізнесі», «Облік і аналіз зовнішньоекономічної діяльності», «Облік у зарубіжних країнах», «Аудит», «Контроль і ревізія», «Інформаційні системи в бухгалтерському обліку».